# Morbier (Francia)
Morbier è un comune francese situato nel dipartimento del Giura nella regione della Borgogna-Franca Contea.
Dal 1º gennaio 2007, il vicino comune di Tancua (6,87 km², 167 abitanti nel 1999), si è fuso con Morbier.

## Società

### Evoluzione demografica
Abitanti censiti